# Harand
Harand (farsi هرند) è una città dello shahrestān di Esfahan, circoscrizione di Jolgheh, nella Provincia di Esfahan. 